# Hahnenhardt
Hahnenhardt ist ein Ortsteil der Stadt Hennef (Sieg) im Rhein-Sieg-Kreis in Nordrhein-Westfalen. 

## Lage
Der Ort liegt in einer Höhe von 180 Metern über N.N. auf den Hängen des Westerwaldes, aber noch im Naturpark Bergisches Land. Nachbarorte sind die Weiler Ahrenbach im Nordosten, Lescheid im Osten und Beiert im Norden.

## Geschichte
Nach einer Statistik aus dem Jahr 1885 lebten damals in Hahnenhardt 29 Einwohner in sechs Häusern.
1910 gab es in Hahnenhardt nur zwei Haushalte.
Bis zum 1. August 1969 gehörte Hahnenhardt zur Gemeinde Uckerath. Im Rahmen der kommunalen Neugliederung des Raumes Bonn wurde Uckerath, damit auch der Ort Hahnenhardt, der damals neuen amtsfreien Gemeinde „Hennef (Sieg)“ zugeordnet.